# Carolyn Seymour
Carolyn Seymour (* 6. November 1947 in Aylesbury, Buckinghamshire, als Carolyn von Benckendorf) ist eine englische Schauspielerin.

## Leben
Seymour ist bekannt für ihre Fernsehserienrollen Jenny in Take Three Girls (1971) und Abby Grant in Survivors (1975). Sie hatte zahlreiche Auftritte in weiteren Fernsehserien wie etwa in Cagney & Lacey (1983–1984), Magnum (1984–1985), Matlock (1986–1989), Raumschiff Enterprise: Das nächste Jahrhundert (1989–1993), Zurück in die Vergangenheit (1989–1993), L.A. Law – Staranwälte, Tricks, Prozesse (1994), Mord ist ihr Hobby (1987–1995) und Star Trek: Raumschiff Voyager (1995)
Filme, in denen sie spielte, sind unter anderem One Brief Summer (1970), Die Satansbrut (1971), Auf leisen Sohlen (1971), Harold und die Stripperin (1972), The Ruling Class (1972), Yellow Dog (1976), Finale Execution (1977), The Odd Job (1978), Lady Diamond (1979), Zorro mit der heißen Klinge (1981), Mr. Mom (1983), Midnight Cabaret (1990) und Congo – Wo der Mensch zur bedrohten Art wird (1995).
Im Englischen lieh sie ihre Stimme Figuren in mehreren Videospielen, so zum Beispiel Shmi Skywalker und Mon Mothma aus dem Star-Wars-Universum, Myrrah in der Gears-of-War-Reihe und Dr. Chakwas in der Mass-Effect-Reihe.
Von 1973 bis 1984 war sie mit dem Regisseur Peter Medak verheiratet.

## Filmografie

### Filme
- 1970: One Brief Summer
- 1971: Die Satansbrut (Unman, Wittering and Zigo)
- 1971: Auf leisen Sohlen (Gumshoe)
- 1971: Lulie IV (Fernsehfilm)
- 1971: Jenny IV (Fernsehfilm)
- 1972: Harold und die Stripperin (Steptoe and Son)
- 1972: The Ruling Class
- 1975: The Prodigal Daughter (Fernsehfilm)
- 1976: Yellow Dog
- 1977: Der Auftrag (Uppdraget)
- 1978: The Odd Job
- 1979: Lady Diamond (The Bitch)
- 1980: Blackout – Anatomie einer Leidenschaft (Bad Timing)
- 1981: Zorro mit der heißen Klinge (Zorro: The Gay Blade)
- 1981: Das letzte Paradies – Schatten der Vergangenheit (Mistress of Paradise, Fernsehfilm)
- 1982: Modesty Blaise (Fernsehfilm, Pilotfilm)
- 1983: Solo für Onkel: Thunderball (Fernsehfilm)
- 1983: The Last Ninja (Fernsehfilm)
- 1983: Mr. Mom
- 1983: Operation Osaka (Girls of the White Orchid, Fernsehfilm)
- 1986: Condor (Fernsehfilm)
- 1986: Adam’s Apple (Fernsehfilm)
- 1987: Armes reiches Mädchen – Die Geschichte der Barbara Hutton (Poor Little Rich Girl: The Barbara Hutton Story, Fernsehfilm)
- 1990: Der tiefe Sumpf des Südens (Blue Bayou, Fernsehfilm)
- 1990: Midnight Cabaret
- 1991: A Smile in the Dark
- 1994: Auf Bewährung (Reform School Girl, Fernsehfilm)
- 1995: Congo – Wo der Mensch zur bedrohten Art wird (Congo)
- 1997: Mortal Kombat 2 – Annihilation (Mortal Kombat: Annihilation)
- 1997: Interruptions
- 2001: Red Shoe Diaries 17: Swimming Naked
- 2001: Deadly Blaze – Heißer als die Hölle (Ablaze)
- 2003: Die Mexico Connection (I Witness)
- 2007: Hard Four
- 2008: The Moon and He (Kurzfilm)
- 2008: Dark Streets
- 2010: The Favour of Your Company (Kurzfilm)

### Fernsehserien
- 1971: Take Three Girls (12 Folgen)
- 1971: ITV Saturday Night Theatre (eine Folge)
- 1972: ITV Playhouse (eine Folge)
- 1974: Justice (eine Folge)
- 1975: Edward VII (2 Folgen)
- 1975: Survivors (13 Folgen)
- 1977: Mondbasis Alpha 1 (Space: 1999, eine Folge)
- 1978: Simon Templar – Ein Gentleman mit Heiligenschein (Return of the Saint, eine Folge)
- 1979: Hazell (eine Folge)
- 1982: Hart aber herzlich (Hart to Hart; Folge Flaschenteufel)
- 1982: The Devlin Connection (eine Folge)
- 1983: The Greatest American Hero (eine Folge)
- 1983: Familienbande (Family Ties, eine Folge)
- 1983–1984: Cagney & Lacey (2 Folgen)
- 1984: Remington Steele (eine Folge)
- 1984: Operation: Maskerade (eine Folge)
- 1984: Das fliegende Auge (Blue Thunder, eine Folge)
- 1984–1985: Magnum (Magnum, p.i., 3 Folgen)
- 1985: Otherworld (eine Folge)
- 1985: Alfred Hitchcock zeigt (Alfred Hitchcock Presents, eine Folge)
- 1985: Unbekannte Dimensionen (The Twilight Zone, eine Folge)
- 1985: George Burns Comedy Week (eine Folge)
- 1985–1986: Geschichten aus der Schattenwelt (Tales from the Darkside, 2 Folgen)
- 1986–1989: Matlock (3 Folgen)
- 1987–1995: Mord ist ihr Hobby (Murder, She Wrote, 3 Folgen)
- 1988: CBS Summer Playhouse (eine Folge)
- 1988: Murphy’s Law (eine Folge)
- 1989: Living Dolls (eine Folge)
- 1989–1993: Raumschiff Enterprise: Das nächste Jahrhundert (Star Trek: The Next Generation, 3 Folgen)
- 1989–1993: Zurück in die Vergangenheit (Quantum Leap, 4 Folgen)
- 1990: Ein gesegnetes Team (Father Dowling Mysteries, eine Folge)
- 1990–1991: Over My Dead Body (2 Folgen)
- 1991: Der rote Blitz (The Flash, eine Folge)
- 1992: Civil Wars (eine Folge)
- 1992: Die Verschwörer (Dark Justice, eine Folge)
- 1993: Prinz Eisenherz (The Legend of Prince Valiant, eine Folge, Stimme)
- 1993: Jack’s Place (eine Folge)
- 1993: Class of ’96 (eine Folge)
- 1994: L.A. Law – Staranwälte, Tricks, Prozesse (L.A. Law, 2 Folgen)
- 1994: Chicago Hope – Endstation Hoffnung (Chicago Hope, eine Folge)
- 1994: Rebel Highway (eine Folge)
- 1995: Foxy Fantasies (Red Shoe Diaries, eine Folge)
- 1995: Palm Beach-Duo (Silk Stalkings, eine Folge)
- 1995: Star Trek: Raumschiff Voyager (Star Trek: Voyager, 2 Folgen)
- 1996: Adventures from the Book of Virtues (eine Folge)
- 1996: The Real Adventures of Jonny Quest (2 Folgen)
- 1997: Babylon 5 (eine Folge)
- 1998: Superman (eine Folge, Stimme)
- 2001: Emergency Room – Die Notaufnahme (ER, eine Folge)
- 2002: Still Standing (eine Folge)
- 2004: Für alle Fälle Amy (Judging Amy, eine Folge)
- 2005: Malcolm mittendrin (Malcolm in the Middle, eine Folge)
- 2007: Tauschrausch (The Replacements, eine Folge, Stimme)

### Videospiele (Stimme)
- 1999: Star Wars: Episode I – The Phantom Menace
- 1999: Revenant
- 1999: Gabriel Knight 3: Blood of the Sacred, Blood of the Damned
- 1999: Indiana Jones und der Turm von Babel (Indiana Jones and the Infernal Machine)
- 2000: Star Wars: Force Commander
- 2002: Star Wars: Galactic Battlegrounds
- 2002: Star Wars Jedi Knight II: Jedi Outcast
- 2002: Summoner 2
- 2003: Star Wars: Knights of the Old Republic
- 2003: Armed & Dangerous
- 2004: Star Wars: Knights of the Old Republic II: The Sith Lords
- 2005: Agatha Christie: And Then There Were None
- 2006: Star Wars: Empire at War
- 2006: Gears of War
- 2006: Agatha Christie: Murder on the Orient Express
- 2007: Mass Effect
- 2008: Gears of War 2
- 2009: Dragon Age: Origins
- 2010: Mass Effect 2
- 2011: Gears of War 3
- 2012: Mass Effect 3
- 2013: Gears of War: Judgment